# Prayut Chan-o-cha
Prayuth Chan-ocha (em tailandês:  ประยุทธ์ จันทร์โอชา; Nakhon Ratchasima, 21 de março de 1954) é um militar reformado tailandês que, entre 2014 e 2023, serviu como primeiro-ministro do seu país.
Entre 2010 e 2014, foi o comandante-chefe do Exército Real da Tailândia. Considerado um grande defensor da monarquia e oponente do ex-primeiro-ministro Thaksin Shinawatra.
Considerado como um linha-dura, ele foi um dos principais defensores da repressão militar das revoltas dos "camisas vermelhas" de abril 2009 e abril/maio 2010. Após a sua nomeação, procurou moderar seu perfil conversando com familiares de manifestantes que foram mortos no conflito sangrento, e colaborar com o governo Yingluck Shinawatra, que venceu a eleição parlamentar, em julho de 2011. Durante a crise política que começou em novembro 2013, Prayuth alegou que o exército era "neutro".
Prayuth liderou uma junta militar que deu golpe de estado em maio de 2014, alegando combater uma crise política no país instalada desde 2013, e se autonomeou primeiro-ministro.
No dia 26 de maio ele recebeu oficialmente a aprovação do rei para governar o país. Prayuth também justificou o golpe dizendo que ele tinha que restaurar a ordem depois de sete meses de confrontos violentos e turbulência política entre o governo e manifestantes. Poucas horas antes tinha assinado um comunicado informando que aqueles que violarem ordens da junta estariam sujeitos a processos judiciais militares e não civis.